# Archie Griffin
Archie Mason Griffin (Columbus, 21 agosto 1954) è un ex giocatore di football americano statunitense che ha militato per sette stagioni nel ruolo di running back per i Cincinnati Bengals, nella National Football League.

## Carriera universitaria
Al college ha giocato a football all'Università statale dell'Ohio, che ha condotto quattro volte alla finale nazionale. Griffin è l'unico giocatore della storia ad aver vinto due volte il prestigioso Heisman Trophy, il massimo riconoscimento individuale a livello universitario.

## Carriera professionistica

### Cincinnati Bengals
Nel Draft 1976, Griffin fu scelto come 24º assoluto dai Cincinnati Bengals. Egli divenne uno dei molti giocatori NFL ad essere rappresentato dal giovane agente Michael Trope, conosciuto come Mike Trope durante i suoi anni come "super agente". Griffin disputò sette stagioni nella NFL, tutte con i Bengals (1976–1982). Fu raggiunto nel suo reparto dall'ex compagno di college, il fullback Pete Johnson, che fu scelto dai Bengals nel 1977. Durante le sue sette stagioni nella NFL, egli corse per 2.808 yard e 7 touchdown e ricevette 192 passaggi per 1.607 yard e 6 touchdown. Griffin disputò con i Bengals il Super Bowl XVI nella stagione 1981.
Terminata la sua carriera a Cincinnati, Griffin giocò brevemente con i Jacksonville Bulls della United States Football League.

## Palmarès

### Franchigia
- American Football Conference Championship: 1

Cincinnati Bengals: 1981

### Individuale
- Heisman Trophy: 2

1974, 1975
- Numero 45 ritirato dagli Ohio State Buckeyes
- College Football Hall of Fame

## Statistiche
| Yard su corsa      | 2.808 |
| Touchdown su corsa | 7     |